# Ophthalmoi

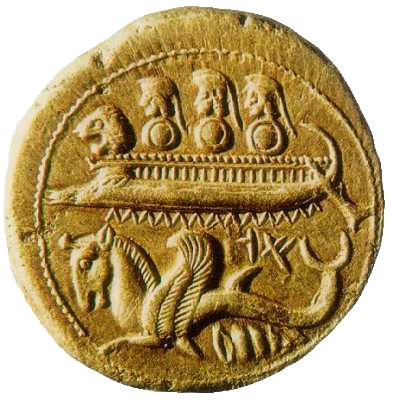
Monnaie phénicienne montrant un navire de guerre et un hippocampe. Sur la proue du navire figure un ophthalmos. Musée national (Beyrouth).

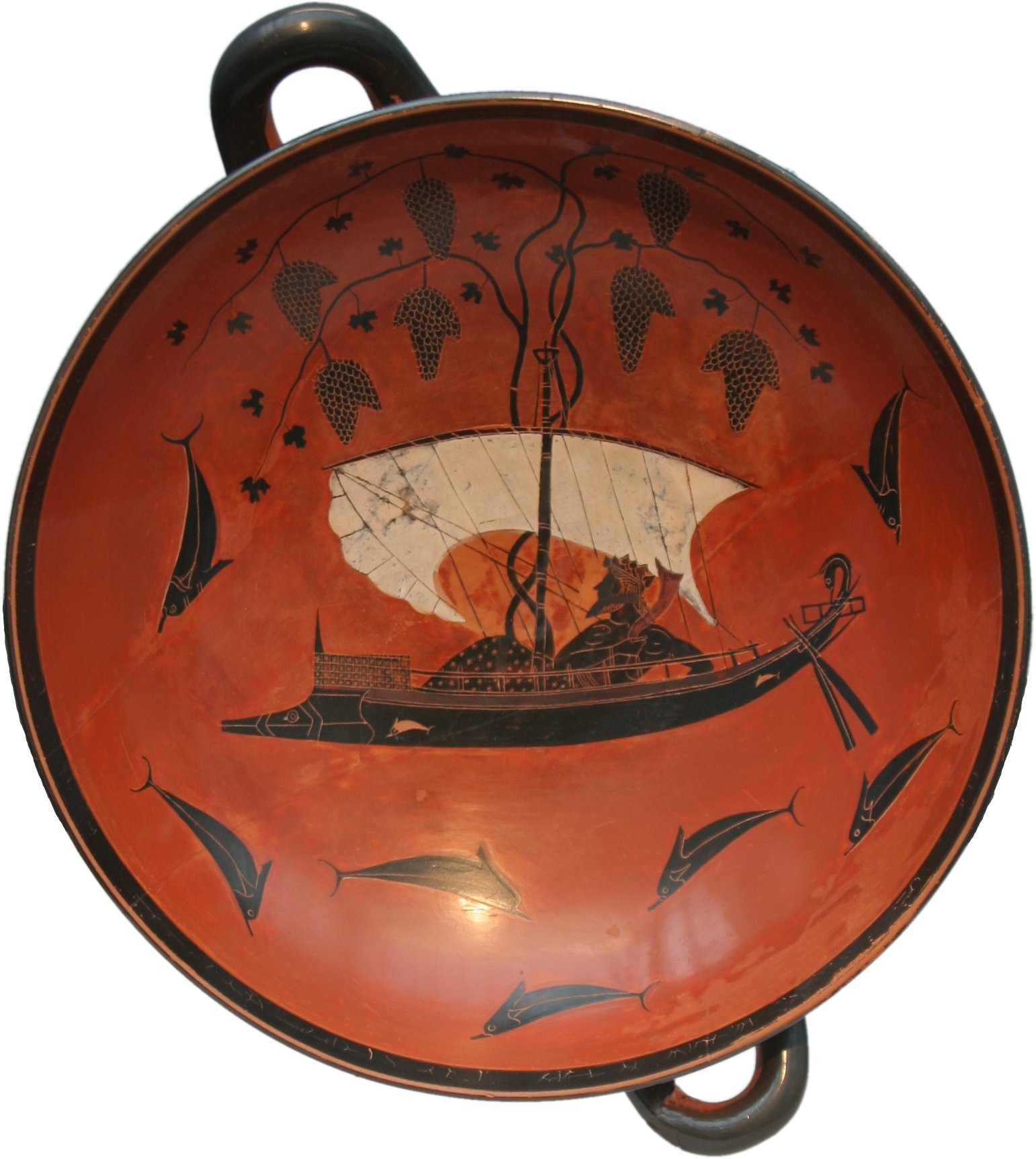
Dionysos et les pirates tyrrhéniens. Le bateau montre un ophthalmos entre des doubles chevrons. Kylix attique à figures noires, daté v.530. Potier : Exékias. Provenance : Vulci. Staatliche Antikensammlungen, Munich.

Les ophthalmoï – du mot grec οφθαλμός (« ophthalmos » : « œil » – ou oculi – latin –, sont des éléments figurant sur la proue de navires de l'Antiquité, notamment les trières grecques, et représentant des yeux. Ils peuvent être simplement peints ou être des éléments en relief, en bois, en métal , en pierre, en marbre, fixés sur le navire. On suppose qu'ils ont pu représenter les yeux de dieux ou de déesses ou, du moins, avoir eu une fonction protectrice pour le navire, son équipage et, éventuellement, sa cargaison.
Les ophthalmoi sont des éléments « décoratifs » courants sur les proues des anciens navires de guerre grecs, où ils sont le plus souvent peints. Des documents relatifs à la marine athénienne et des découvertes archéologiques au Pirée attestent que ces éléments ont pu prendre la forme de pièces de marbre fixées sur les navires de guerre grecs de la période classique. Fin des années 1990 début des années 2000, on a découvert que ces éléments avaient également pu servir à orner des navires marchands.
La tradition de représenter des yeux sur la proue de bateaux de tout type s'est perpétuée dans certaines régions du monde jusqu'à nos jours, où elle a pour but de protéger l'embarcation contre le mauvais œil.

## Ophthalmoi sur les navires de guerre
L'utilisation d'ophthalmoi comme éléments décoratifs de navires de guerre grecs est bien connu, car ceux-ci sont mentionnés dans des inventaires de trières du IVe siècle. On peut voir ces ornements en forme d'yeux sur des vases archaïques et classiques. La plus ancienne représentation d’un ophthalmos sur la proue d'un bateau de guerre dont nous ayons connaissance figure sur le cratère d’Aristonothos, trouvé à Cerveteri (alors en Étrurie), vase daté du deuxième quart du VIIe siècle avant l'ère chrétienne et conservé aujourd'hui à Rome, aux Musées du Capitole.

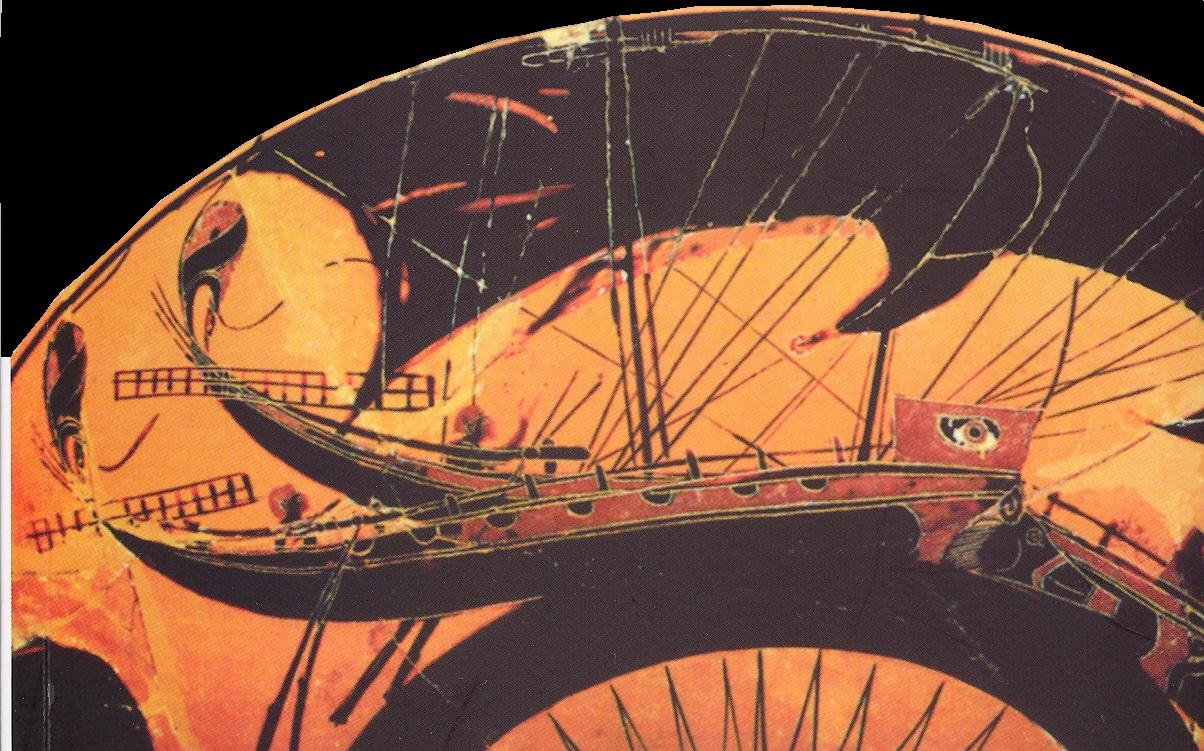
Représentation d'un bateau à voiles grec présentant un ophthalmos, et un éperon en forme de tête de sanglier. Détail d'une coupe à figures noires datée v.530-510. Attribuée au potier Nicosthénès. Musée du Louvre, Paris.

Les bateaux grecs ne seront pas les seuls à arborer ces éléments. On en trouve des exemples (« oculi ») sur des vaisseaux romains et, aux temps talmudiques, on donnait aux écubiers de la proue de navires  juifs la forme d'yeux, qui étaient appelées « 'ēna » (de l'araméen signifiant « œil »). Par la suite, ces motifs seront dissociés des écubiers et seront peints ou gravés à côté de ceux-ci.
Les ophthalmoi sont connus non seulement parce qu'ils sont représentés sur de nombreux vases antiques, mais aussi par la découverte, à la fin du XIXe siècle, lors de fouilles d'anciens ateliers de construction navale athéniens à Zéa, d'environ une douzaine d'exemplaires en marbre provenant de navires de guerre grecs. Ces éléments, aujourd'hui conservés au Musée archéologique du Pirée, auraient été utilisés entre le Ve et le IIIe siècle.,

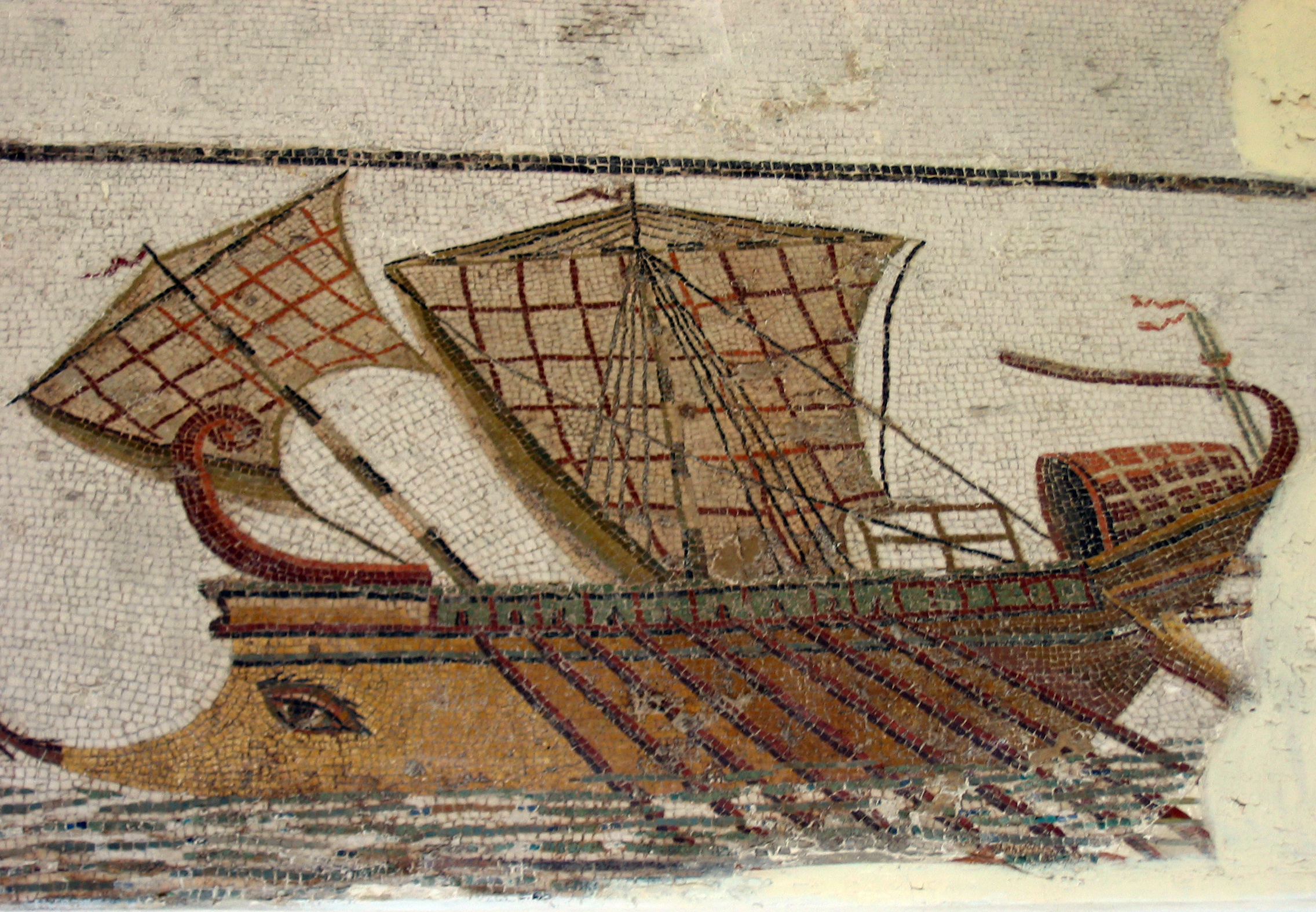
Trière romaine présentant un oculus (ophthalmos), sur une mosaïque. Musée national du Bardo (Tunis).

## Ophthalmoi sur les navires marchands
Lors d’une autre fouille, sur l’épave d’un navire marchand du Ve siècle, découverte en 1996 au large de la côte égéenne près de Tektaş Burnu en Turquie, les archéologues de l’Institute of Nautical Archaeology ont trouvé deux objets comparables à ceux de Zéa. Il s'agit de disques de marbre blanc de 14 centimètres de diamètre environ, d'un côté plats et, de l'autre, convexes, et présentant une forme vaguement arrondie incisée dans la pierre, portant des traces de peinture et qui peut fait penser à l'iris d’un œil.
Les disques de Tektaş Burnu ressemblent à deux autres représentations du VIe siècle : l'une figurant sur une œnochoé et l'autre sur une coupe. La découverte de Tektaş Burnu constitue un témoignage sans précédent de l'utilisation d'ophthalmoi pour la décoration de navires marchands. On peut également voir un ophthalmos représenté sur la proue d'un navire de commerce sur la fresque étrusque de La Tomba della Nave, peinte au Ve siècle près de Tarquinia en Italie. Une autre représentation du VIe siècle montre un ophthalmos mal dessiné sur la proue d’un bateau marchand.[réf. nécessaire]

## Hypothèses relatives à la fonction des ophthalmoi

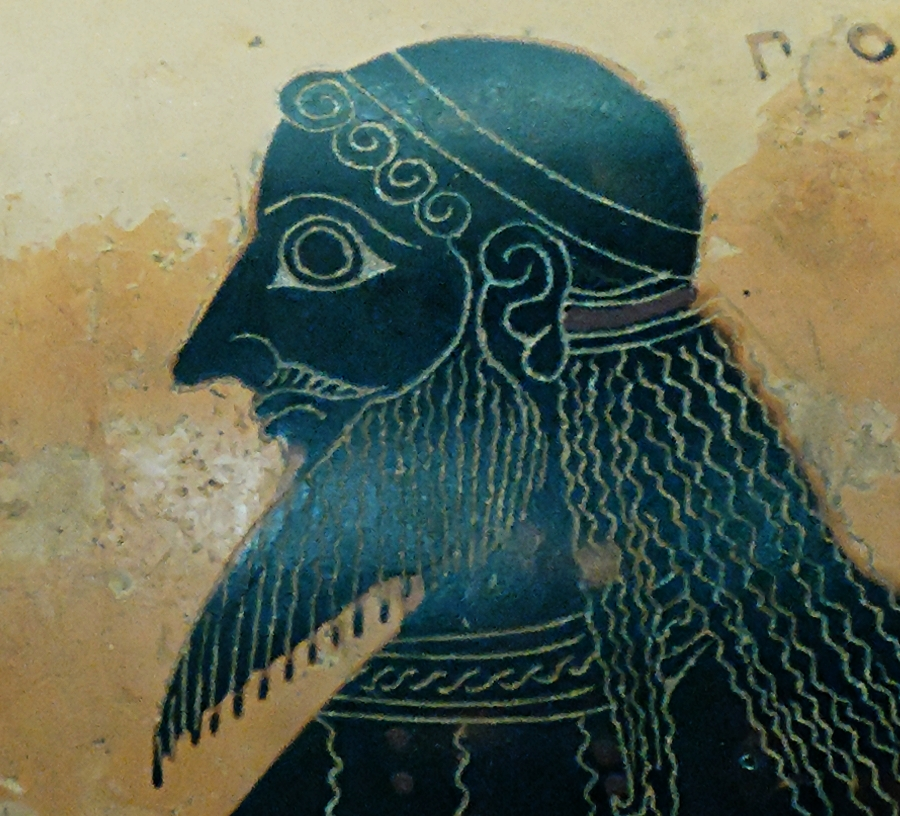
Tête de Poséidon. Détail d'une scène représentant Athéna et Poséidon figurant sur une amphore du VIe siècle avant l'ère chrétienne, découverte à Vulci.

La question de la présence de ces ophthalmoi sur les proues des navires mérite d'être posée. Selon Lionel Casson, ces disques étaient des « yeux du taureau ». Le culte de Poséidon était répandu dans toute la Grèce, en particulier dans les villes maritimes, et les hommes lui sacrifiaient des taureaux. On peut en effet lire dans L'Odyssée d'Homère :
« Et les Pyliens, sur le rivage de la mer, faisaient des sacrifices de taureaux entièrement noirs à Poseidaôn aux cheveux bleus. [...] Et ils goûtaient les entrailles et ils brûlaient les cuisses pour le dieu [...] »
D’après certains historiens, les ophthalmoi sur les proues des bateaux symbolisaient la présence d’une déité protectrice. Selon Torr, la présence d’ophthalmoi sur la proue reflétait le sentiment que le bateau était un être vivant qui avait besoin de voir son chemin. Dans Les Suppliantes, Eschyle décrit l’arrivée d’un navire et parle de ses yeux :
« J’aperçois le navire ; il est facile à distinguer et je reconnais fort bien l’arrangement de ses voiles, ses bastingages et la proue qui, de ses yeux, regarde la route devant elle. »

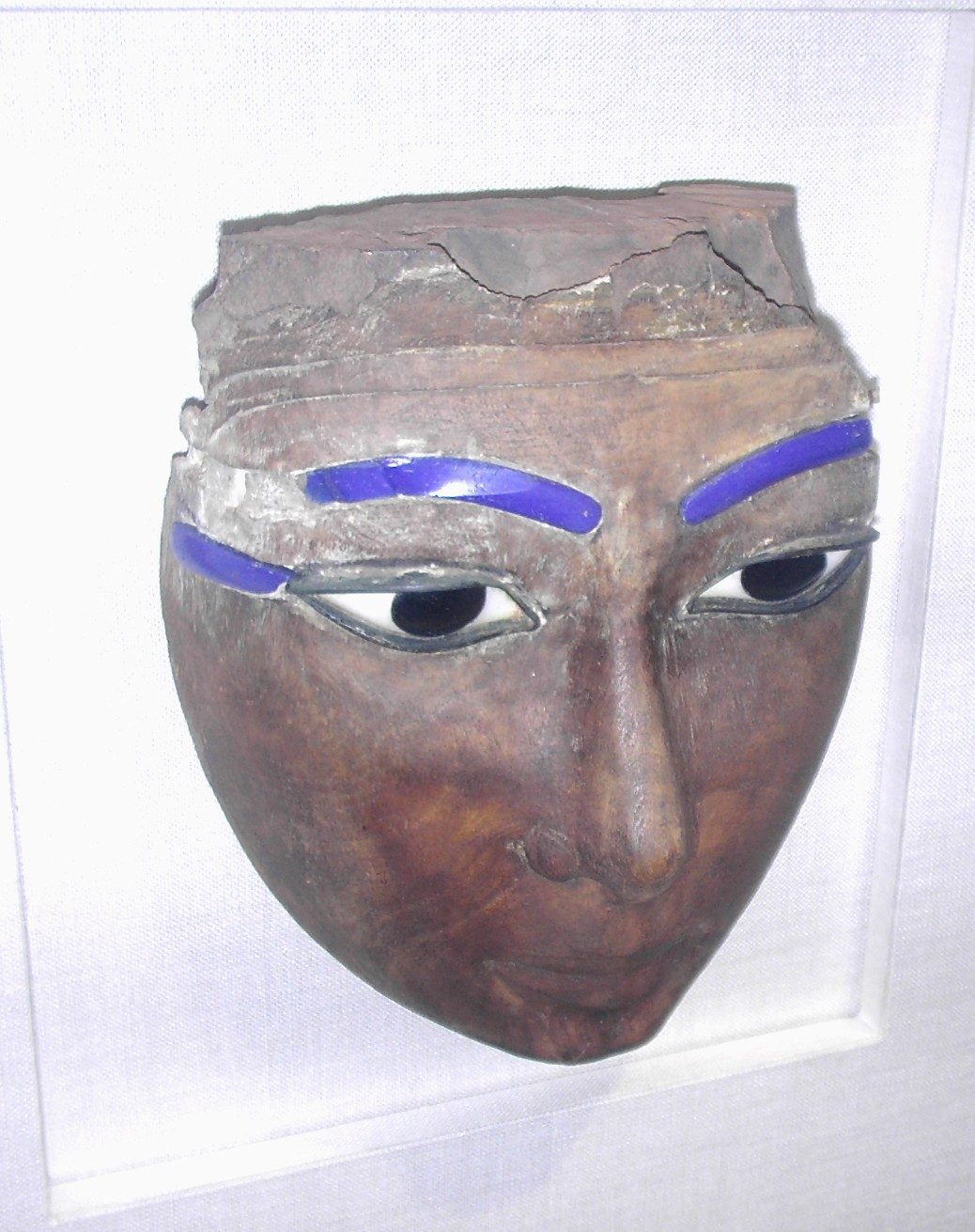
Masque funéraire égyptien. XVIIIe ou XIXe dynastie (Nouvel Empire). Freer and Sackler Galleries, Washington.

Il est probable que les marins faisaient des prières et des offrandes à une ou à des déités protectrices pendant leur voyage en mer. James Hornell a comparé la présence des ophthalmoi aux yeux peints sur les sarcophages chez les anciens Égyptiens, qui pensaient ainsi donner aux défunts la possibilité de voir l’extérieur. Selon lui, les ophthalmoi sur le navire symbolisaient les yeux de la déité, laquelle guidait et protégeait les hommes et, dans le cas de navires marchands, leur marchandise. Il les a comparés à certains rites encore observés en Inde au XXe siècle, concernant les bateaux appelés kalla dhoni (« bateau de voleur »). Sur ce type de bateau, un ophthalmos est gravé de chaque côté de la proue, accompagné du nom de la déesse-patronne inscrit dans un cartouche. Parfois, ces éléments sont surmontés d'un signe propitiatoire hindou indiquant que le bateau est offert à la déesse et est assimilé à la monture ou véhicule de celle-ci,.
Il est possible que, dès le départ, les ophthalmoi désignaient la partie sacrée du vaisseau. Dans plusieurs textes anciens, il est fait mention de prières effectuées sur la proue du bateau avant son départ. Dans les Argonautiques, Apollonios de Rhodes décrit la proue du vaisseau comme étant un lieu sacré :
« Tout à coup un cri terrible jaillit du port de Pagases et d’Argô elle-même, enfant du Pélion, qui hâtait le départ. En effet dans la nef, était enfoncée une poutre divine qu’Athéna avait tirée d’un chêne de Diodone pour l’ajuster au milieu de l’étrave. »
La découverte de Tektaş Burnu amène à se poser de nouvelles questions sur la vie des négociants maritimes, en particulier sur le rapport qu’entretenaient les marins avec la mer et leurs dieux. Les louteria trouvés, du fait qu'ils ne sont pas décorés, semblent avoir eu une fonction autre que simplement ornementale. Les navires sur lesquels ils ont été découverts, cependant, n’étaient pas de gros tonnage et, par conséquent, il est peu probable que leur équipage ait pu, à leur bord, disposer d'endroits où se laver. Papo et Gabrici pensent que les louteria ont pu servir d'autels de feu, comme c'est le cas des louteria trouvés à cap d’Ali. On peut cependant imaginer que les négociants maritimes utilisaient les louteria à bord des navires de la même manière qu’ils étaient utilisés à terre, c’est-à-dire comme bassins à ablution rituelle ayant une fonction religieuse. Ce genre de bassin est désigné sous le nom de « περίρραντήριον » (« perirrhanterion »). Comme le pense Gerhard Kapitän, il est possible que tous les navires voyageaient avec un louterion à leur bord.[réf. nécessaire]
Le travail effectué sur l’épave de Tektaş Burnu confirme que les ophthalmoi étaient utilisés sur des bateaux marchands et n’étaient pas simplement peints sur les bateaux, mais qu'il pouvait s'agir de disques en marbre que l’on attachait à la proue ; ce qui confirmerait l’idée donnée dans les représentations qu'ils avaient une fonction religieuse.

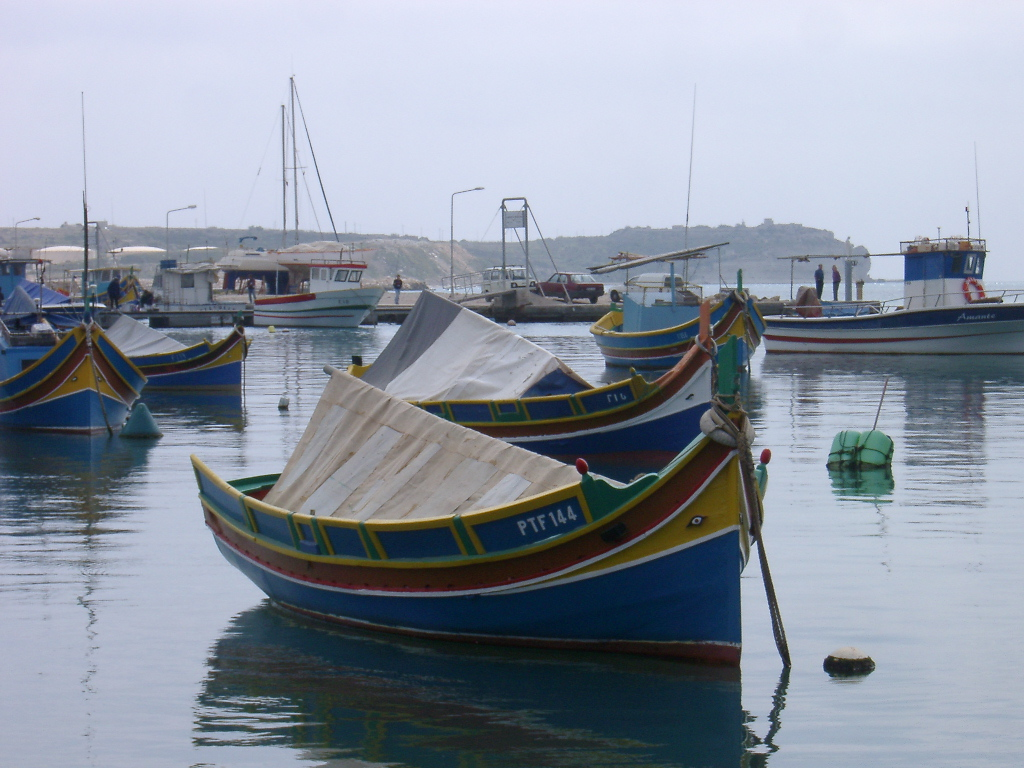
Malte, port de Marsaxlokk. Barque de pêcheurs (« luzzu ») présentant des yeux sur le devant de sa coque, censés préserver l'embarcation du mauvais œil. Photo 2004.

## Les yeux sur des bateaux récents
La tradition de placer des yeux sur la proue de bateaux de tout type s'est perpétuée jusqu'à nos jours dans certaines régions du monde, méditerranéennes notamment, où elle a pour fonction de protéger l'embarcation contre le mauvais œil.

## Sources et bibliographie
- (en) « A Classical Greek Shipwreck at Tektaş Burnu »
- (en) Carrie Elizabeth Atkins, More Than a Hull : Religious Ritual and Sacred Space on Board the Ancient Ship, Texas A&M University, septembre 2009, 158 p. (OCLC 656437601, lire en ligne)Thèse.
- (en) Deborah N. Carlson, « The Classical Greek Shipwreck at Tektaş Burnu, Turkey », American Journal of Archaeology, vol. 107, no 4,‎ octobre 2003 (résumé)
- (en) Deborah N. Carlson, « Seeing the Sea : Ships' Eyes in Classical Greece », Hesperia, vol. 78, no 3,‎ juillet-septembre 2009, p. 347-365 (résumé)
- (en) Lionel Casson, « New Evidence for Greek Merchantmen », International Journal of Nautical Archaeology, no 25,‎ 1996, p. 262-264
- (en) Carol Dougherty, « The Aristonothos Krater : Competing Stories of Conflict and Collaboration », dans C. Dougherty, Leslie Kurke (dir.), The Cultures Within Ancient Greek Culture : Contact, Conflict, Collaboration, Cambridge, Cambridge University Press, 2003 (ISBN 0-521-81566-5, présentation en ligne), p. 35 sv.. Voir aussi l’illustration de couverture.
- (en) James Hornell, « The Origin and Ethnological Significance of Indian Boat Design », Memoirs of the Asiatic Society of Bengal, vol. 7, no 3,‎ 1920 (lire en ligne)
- (en) James Hornell, « Survival of the Use of Oculi in Modern Boats », The Journal of the Royal Anthropological Institute of Great Britain and Ireland, vol. 53,‎ juillet-décembre 1923, p. 289-321 (résumé)
- (en) Gerhard Kapitän, « Louteria from the Sea », International Journal of Nautical Archaeology, vol. 8, no 2,‎ mai 1979, p. 97-120 (résumé)
- (en) Troy Joseph Nowak, « A Preliminary Report on Ophthalmoi from the Tektaş Burnu Shipwreck », International Journal of Nautical Archaeology, vol. 30, no 1,‎ avril 2001, p. 86-94 (résumé)
- (en) Troy Joseph Nowak, Archaeological Evidence for Ship Eyes : An Analysis of Their Form and Function, Texas A&M University, mai 2006, 191 p. (OCLC 192072715, lire en ligne)Thèse.
- (en) Raphael Patai, The Children of Noah : Jewish Seafaring in Ancient Times, Princeton NJ, Princeton University Press, 1998, 227 p. (ISBN 0-691-01580-5, OCLC 37640546, présentation en ligne), p. 28
- (en) Shelley Wachsmann, Seagoing Ships and Seamanship in the Bronze Age Levant, Corpus Christi TX, Rachal Foundation, coll. « Nautical Series », 2009 (1re éd. 1998), 417 p. (ISBN 978-1-60344-080-6 et 1-60344-080-1, présentation en ligne)
- (en) Cecil Torr et William Woodthorpe Tarn, Ancient Ships, Chicago, Argonaut, coll. « Argonaut Library of Antiquities », 1964, 222 p. (OCLC 570336)